# Speocharidius galani
Speocharidius galani es una especie de escarabajo del género Speocharidius, familia Leiodidae. Fue descrita por Francesc Español en 1970. Se encuentra en España.